# Szczenięce lata Clifforda
Szczenięce lata Clifforda (oryg. Clifford’s Puppy Days) – amerykański serial animowany emitowany w latach 2003–2006. Podzielony na 2 serie – w sumie 39 odcinków. Pierwszą częścią tej bajki był Clifford / Clifford – wielki czerwony pies.

## Bohaterowie
- Clifford – mały, czerwony szczeniak. Jest bardzo przyjazny i sympatyczny. Często martwi się o swój niski wzrost. Jego właścicielką jest Emilly Elizabeth.
- Emilly Elizabeth Howard – dziewczynka na oko sześcioletnia. Jest właścicielką Clifforda.
- Howardowie – rodzice Emilly Elizabeth.
- Narcysia – biały królik. Mieszka w domu Emilly Elizabeth, jest współlokatorką i prawie siostrą Clifforda. Na głowie ma fioletową kokardkę.
- Nina – przyjaciółka Emilly Elizabeth. Ma psa Jorge. Lubi organizować i rządzić.
- Jorge – pies jamnik. Jest przyjacielem Clifforda, a jego właścicielką jest Nina.
- Shun – przyjaciel Emilly Elizabeth. Jego rodzice pochodzą z Japonii. Shun ma w domu dwa koniki morskie. Lubi grać na flecie.
- Evan – przyjaciel Emilly Elizabeth. Jest starszy od Emilly i lubi koszykówkę.
- Pan Solomon – właściciel Flo i Zo. Jest artystą w sztuce plastycznej i produkuje książki takie jak „FLO I ZO: ZABAWA W ZOO” lub „FLO I ZO: CIASTEK 100” albo „FLO I ZO: STRASZNA NOC”.
- Flo – mała, szara kotka. Jej właścicielem jest Pan Solomon. Ma brata Zo. Lubi się bawić i być we wszystkim najlepsza. Jest przyjaciółką Clifforda. Można odnieść wrażenie, że jest nazbyt energiczna. Nosi różową obrożę z żółtym znaczkiem w kształcie serca oraz zieloną, a później fioletową kokardkę na głowie.
- Zo – mały, rudy kotek. Jego właścicielem jest Pan Solomon. Ma siostrę Flo. Lubi się bawić. Jest przyjacielem Clifforda. Można odnieść wrażenie, że jest nazbyt energiczny i niecierpliwy. Nosi granatową obrożę ze srebrnym znaczkiem w kształcie rombu.
- Norville – mały miejski ptak. Nie ma właściciela. Jest przyjacielem Clifforda. Mieszka na drzewie przy domu Clifforda, którego nazywa „Czerwońcem”. Często Clifford wpada przez niego w tarapaty, ponieważ Norville lubi opowiadać zmyślone i przesadzone historie. Lubi śpiewać, mimo że dla innych bywa to denerwujące. Ma zielone i żółte pióra.
- Nauczycielka – naucza dzieci takie jak Shun, Emily czy Nina. Gdy Clifford nabroi, nauczycielka nie jest zła, bo go bardzo lubi.
- Państwo Mysiarscy z dziećmi – rodzina myszy. Mieszkają w rurze w pralni. Są przyjaciółmi Clifforda. Clifford często opiekuje się dziećmi.
- Sparkley – piesek w biało-brązowe łaty. Jest bohaterem książek, które Emily Elizabeth czyta Cliffordowi. Przyjaźni się z szopem Luną, pandą Robi, kaczką Darnell i królikiem Ribo.

## Wersja polska
W Polsce serial był emitowany na kanale MiniMini+.
Wersja polska: na zlecenie MiniMini – Master Film

Reżyseria:
- Agata Gawrońska-Bauman (odc. 1-26),
- Dobrosława Bałazy (odc. 27-39)

Dialogi:
- Dorota Filipek-Załęska (odc. 1-4, 9-17, 22-24, 26-29, 32-33, 35, 37-39),
- Agnieszka Farkowska (odc. 5-8, 18-21, 25, 30-31, 34, 36)

Dźwięk: Elżbieta Mikuś

Montaż:
- Gabriela Turant-Wiśniewska (odc. 1-13),
- Jan Graboś (odc. 14-31, 33-39),
- Agnieszka Kołodziejczyk (odc. 32)

Kierownictwo produkcji:
- Dariusz Falana (odc. 1-4),
- Agnieszka Kołodziejczyk (odc. 5-28),
- Katarzyna Fijałkowska (odc. 29-39)

Tekst piosenki: Andrzej Brzeski

Opracowanie muzyczne: Piotr Gogol

Wystąpili:
- Brygida Turowska – Clifford
- Dominika Kluźniak – Emily Elizabeth
- Katarzyna Łaska – Narcysia
- Krzysztof Szczerbiński –
  - Evan,
  - Alex (odc. 29a)
- Joanna Pach –
  - Flo,
  - Lucy (odc. 7b),
  - June (odc. 38b)
- Tomasz Bednarek – Zo (odc. 1-13)
- Iwona Rulewicz – Karolina Howard
- Robert Tondera –
  - Mark Howard,
  - Organizator konkursu (odc. 29a)
- Hanna Kinder-Kiss –
  - Pani Mysiarska,
  - Pani Parker,
  - Nancy (odc. 33b)
- Wojciech Machnicki – Norville
- Mieczysław Morański – Jorge
- Grzegorz Drojewski – Shun
- Zbigniew Konopka – Pies grający w piłkę (odc. 3a)
- Agnieszka Fajlhauer – Nina
- Krystyna Kozanecka – Jenny (odc. 4b)
- Anna Apostolakis –
  - Bebe,
  - Sophie,
  - Abuela (odc. 13b),
  - Czarusia (odc. 15a),
  - Lucy (odc. 20a),
  - Jack (odc. 29a),
  - Jenny (odc. 30b),
  - George (odc. 36b)
- Agata Gawrońska-Bauman – Mama Niny
- Monika Pikuła –
  - Herster,
  - Sid,
  - Marjorie Maxwell (odc. 21b),
  - Ticap (odc. 23a)
- Cezary Nowak –
  - Choo-Coo (odc. 5b),
  - Pan Digby (odc. 34a)
- Elżbieta Gaertner – pani Z
- Ilona Kuśmierska – Trixie (odc. 6a)
- Julia Kołakowska –
  - Lewis,
  - Remi (odc. 24b)
- Wojciech Szymański –
  - Pan Mysiarski,
  - Sprzedawca biletów (odc. 19a)
- Adam Bauman –
  - Kierownik kafejki (odc. 8a),
  - Hiuston (odc. 24b),
  - Tata Niny (odc. 29b)
- Andrzej Chudy –
  - Pan Solomon,
  - Trener Daves (odc. 13b)
- Tomasz Kozłowicz –
  - Zo (odc. 14-39),
  - Qeen (odc. 38b)
- Leszek Zduń –
  - Bill (odc. 18a),
  - Ken Barns (odc. 24a)
- Cezary Kwieciński –
  - Sprzedawca zabawek (odc. 20b),
  - Policjant (odc. 22b),
  - Al (odc. 38b)
- Paweł Szczesny – pan Michan (odc. 22b)
- Jolanta Wołłejko –
  - Właścicielka sklepu zoologicznego (odc. 22b),
  - Pani Chen (odc. 23a),
- Janusz Wituch –
  - Bobby (odc. 26a),
  - Sąsiad (odc. 33a)
- Józef Mika – Ricardo (odc. 25a)

i inni
Śpiewali: Michał Rudaś, Katarzyna Łaska i inni
Lektor: Adam Bauman

## Spis odcinków
| Nr             | Polski tytuł                   | Angielski tytuł              |
| -------------- | ------------------------------ | ---------------------------- |
|                |                                |                              |
| SERIA PIERWSZA |                                |                              |
|                |                                |                              |
| 01             | Czas ochłonąć                  | Keeping Cool                 |
| 01             | Skarpetki i drzemka            | Socks & Snooze               |
|                |                                |                              |
| 02             | Potwór z sąsiedztwa            | The Monster in 3B            |
| 02             | Koto-strofa                    | Cat-tastrophe                |
|                |                                |                              |
| 03             | Jorge i wybieg dla psów        | Jorge And The Dog Run        |
| 03             | Klub Clifforda                 | Clifford’s Club House        |
|                |                                |                              |
| 04             | Czworonożny Picasso            | Paw Print Picasso            |
| 04             | Hap Hap                        | Hup Hup                      |
|                |                                |                              |
| 05             | Skarpetką do góry              | Sock It To Me                |
| 05             | Moja zabawka                   | My Toy                       |
|                |                                |                              |
| 06             | Nie bacząc na wiek             | Friends Of All Ages          |
| 06             | Po nocy jest dzień             | Clifford’s Super Sleepover   |
|                |                                |                              |
| 07             | Wyprawa Clifforda              | Clifford’s Field Trip        |
| 07             | Pomocna łapa                   | Helping Paws                 |
|                |                                |                              |
| 08             | Urodziny doskonałe             | Nina’s Perfect Party         |
| 08             | Mały wielki format             | Just the Right Size          |
|                |                                |                              |
| 09             | Specjalność                    | Something Special            |
| 09             | Shun wkracza do gry            | Shun Gets in the new Game    |
|                |                                |                              |
| 10             | Clifford i pierwszy śnieg      | Clifford’s Winter Spirit     |
| 10             | Flo w akcji!                   | Flo Motion                   |
|                |                                |                              |
| 11             | Tylko wielkie role             | No Small Parts               |
| 11             | Pierzasty kumpel               | Fine Feathered Friend        |
|                |                                |                              |
| 12             | Śpiewaj Norville               | Sing a Song Norville         |
| 12             | Opowiedz mi bajkę!             | Tell Me a Tale!              |
|                |                                |                              |
| 13             | Skoczne marzenia               | Hoop Dreams                  |
| 13             | Psie ubranko                   | Doggie Duds                  |
|                |                                |                              |
| 14             | Najlepsze gniazdo              | Best Nest                    |
| 14             | Ćwiczenie czyni mistrza        | Practice Makes Perfect       |
|                |                                |                              |
| 15             | Tajemnicza walentynka          | Your Secret Valentine        |
| 15             | Idealny pupilek                | Perfect Pet                  |
|                |                                |                              |
| 16             | Mój kocyk                      | My Blanky                    |
| 16             | Ładny mi przyjaciel            | With Friends Like You        |
|                |                                |                              |
| 17             | Czas na przerwę                | Time Out                     |
| 17             | A psik!                        | Sniff, Sniff                 |
|                |                                |                              |
| 18             | Obiecanki cacanki              | A Promise is a Promise       |
| 18             | Dla wspólnego dobra            | Share and Share Alike        |
|                |                                |                              |
| 19             | Ogrzej się przy stole          | Fall Feast                   |
| 19             | Nowa gra Norville’a            | Norville’s New Game          |
|                |                                |                              |
| 20             | Rodzeństwo                     | Oh, Brother                  |
| 20             | Hap, Hap! i upss!              | Up, Up & Oops                |
|                |                                |                              |
| 21             | Przeprowadzka                  | Moving On                    |
| 21             | Nie ma tego złego              | Fair is Fair                 |
|                |                                |                              |
| 22             | Podejrzana pielęgnacja         | Grooming Gloom               |
| 22             | Pewien list                    | The Letter                   |
|                |                                |                              |
| 23             | Przygarnij pieska              | Adopt-A-Pup                  |
| 23             | Zrobię ci kawał                | Jokes on You                 |
|                |                                |                              |
| 24             | Światła, kamera, akcja!        | Lights, Camera, Action       |
| 24             | Koszykówkowa niańka            | Basketball Babysitter        |
|                |                                |                              |
| 25             | Halloweenowy rozrabiaka        | The Halloween Bandit         |
| 25             | Nie kręć!                      | An Honest Spin               |
|                |                                |                              |
| SERIA DRUGA    |                                |                              |
|                |                                |                              |
| 26             | Szczenięca moc                 | Puppy Dog Power              |
| 26             | Sensacja dnia                  | Extra! Extra!                |
|                |                                |                              |
| 27             | Drobne wady                    | Small Packages               |
| 27             | Czarodziejska lampa Clifforda  | Clifford’s Magic Lamp        |
|                |                                |                              |
| 28             | Kto znalazł, ten ma            | Finders Keepers?             |
| 28             | Sławny duet                    | You’re Famous!               |
|                |                                |                              |
| 29             | Zamieszanie z zamkiem z piasku | Sandcastle Hassle            |
| 29             | Szkolne szaleństwo             | School Daze                  |
|                |                                |                              |
| 30             | Święto Wiosny                  | Celebrating Spring           |
| 30             | Serce rośnie                   | Garden Delights              |
|                |                                |                              |
| 31             | Clifford – straszny pies       | Clifford The Scary Puppy     |
| 31             | Stachy na lachy                | Things That Go Bump!         |
|                |                                |                              |
| 32             | Wielka niespodzianka           | The Big Surprise             |
| 32             | Skrzydlaty gość                | Be My Guest                  |
|                |                                |                              |
| 33             | Ja naprawdę to widziałem       | But I Really, Really Saw it! |
| 33             | Placki doskonałe               | The Perfect Pancake          |
|                |                                |                              |
| 34             | Mały przyjaciel Clifforda      | Clifford’s Little Friend     |
| 34             | Czarna magia                   | Tricky Business              |
|                |                                |                              |
| 35             | Wielki, wielki prezent         | The Big, Big Present         |
| 35             | Cierpliwość popłaca            | Hanukah Plunder Blunder      |
|                |                                |                              |
| 36             | Prezentacja                    | Show and Tell                |
| 36             | Bajki opowiadasz               | What a Story                 |
|                |                                |                              |
| 37             | Bohaterowie i przyjaciele      | Heroes and Friends           |
| 37             | Kruche ciasteczka              | The Cookie Crumbles          |
|                |                                |                              |
| 38             | Zagubione, znalezione          | Lost and Found               |
| 38             | Koszykówkowe gafy              | Basketball Blunders          |
|                |                                |                              |
| 39             | Walentynki-wypocinki           | Valentines Schmalentines     |
| 39             | Taniec z rodzicami             | Sweethearts Dance            |
|                |                                |                              |